# Barrage de Malpasset
 (janvier 2015).
Le barrage de Malpasset à Fréjus est un barrage voûte, aujourd'hui en ruine, construit sur le Reyran, dernier affluent rive gauche de l'Argens.
Sa retenue devait assurer l'alimentation en eau de l'agglomération de Fréjus–Saint-Raphaël (Var), des communes environnantes et de leur plaine agricole. Le 2 décembre 1959, cinq ans après la fin de sa construction, des précipitations intenses provoquent une crue. Le niveau du lac monte rapidement puis le barrage rompt. Le déferlement en aval d'une cinquantaine de millions de mètres cubes d'eau entraîne 423 morts (nombre officiel) dont beaucoup sont des enfants surpris dans leur sommeil, environ 7 000 sinistrés et des dégâts matériels considérables, constructions et infrastructures sont détruites. C'est une des plus grandes catastrophes civiles françaises du XXe siècle.

## Géographie

### Géologie
Vers la limite sud du massif du Tanneron, le site de l'aménagement du Reyran est un petit horst gneissique que le Reyran franchit par un défilé étroit et sinueux — un « Malpasset », mauvais passage — qui n'est pas une gorge : la pente de son versant droit (ouest) est d'environ 40° ; celle du versant gauche (est) est d'environ 30°. Le gneiss subaffleurant est feuilleté, plus ou moins riche en micas, lardé de filons de pegmatite minéralisée dont certains étaient exploités en amont, dans des petites mines à flanc de coteau ; selon l'endroit, son faciès varie de la roche massive et dure — quartz et feldspaths dominants — à l'arène oxydée très friable, plus ou moins perméable — micas dominants. Son litage de schistosité est en principe ≈ N-S subvertical, parallèle aux versants, mais en fait plus ou moins variable en direction et pendage, et l'ensemble est extrêmement fracturé selon des directions et des pendages variables, nord - sud, est-sud-est - ouest-nord-ouest, nord-est - sud-ouest.

### Hydrographie
Le bassin versant du Reyran est un plateau relativement petit dont les versants sont assez raides ; le gneiss et les schistes subaffleurants y sont pratiquement imperméables au ruissellement, et la végétation de maquis est clairsemée ; le cours d'eau est un oued à peu près sec la plupart du temps, où les pluies produisent rapidement des crues d'importance variable mais qui peuvent s'avérer très abondantes et très violentes lors de précipitations intenses.

## Histoire de l'alimentation en eau de Fréjus

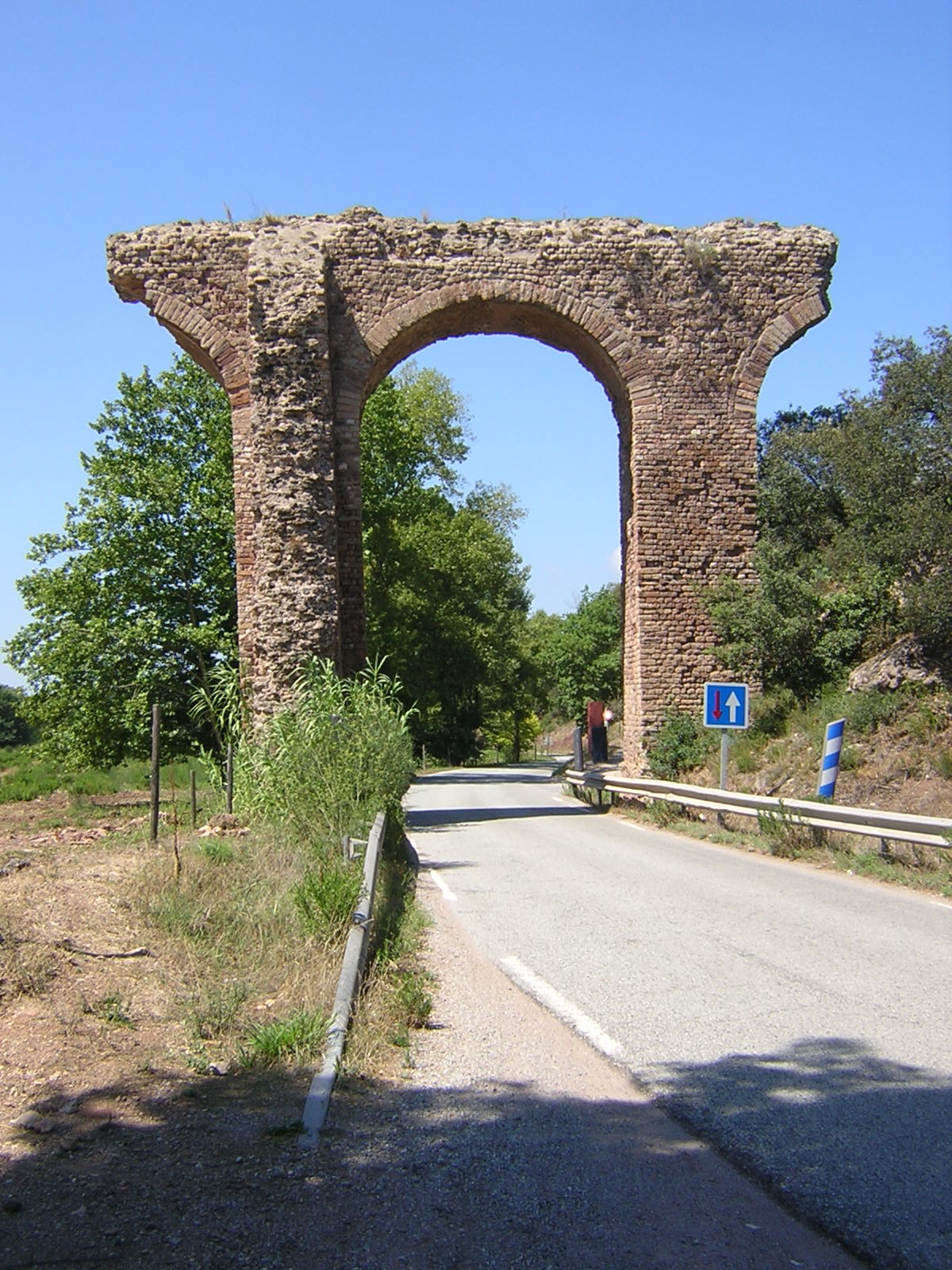
Une arche de l'aqueduc romain au nord de Fréjus.

### Aqueduc romain
Dans l'Antiquité, l'alimentation en eau de Fréjus, en bordure de l'estuaire marécageux de l'Argens, est un problème récurrent, car il n'existe pas de source exploitable à proximité. Au milieu du Ier siècle, les Romains qui savent que le Reyran au bassin versant très petit et au régime fantasque n'est pas utilisable pour une adduction permanente et sûre, ont capté plus au nord les eaux des sources vauclusiennes de la Siagne à Mons et, pour les amener à Fréjus, ont construit un aqueduc long de plus de 40 km (25 km à vol d'oiseau).
Cet aqueduc est en partie détruit au milieu du XVIe siècle, sans doute lors de l'incursion ravageuse de Charles Quint en Provence (1536), puis abandonné ; il est en partie réutilisé à partir de 1894, doublé par une conduite en béton.

### Projet concurrent de barrage sur le Reyran
Parallèlement, un projet concurrent de barrage d'une vingtaine de mètres de haut sur le Reyran est esquissé, sans suite. Dans le courant des années 1930, ce projet est réanimé, toujours sans suite.

### Fin de la Seconde Guerre mondiale
Dès la fin de la Seconde Guerre mondiale, une étude générale des possibilités d'alimentation de Fréjus et de ses environs s'oppose à un captage sur la Siagne, initialement choisie plutôt que le Reyran ; mais ce dernier ayant finalement été retenu, l'étude d'un projet de barrage à Malpasset débute en 1946.
Le choix du type d'ouvrage et son emplacement sont arrêtés en 1950 ; les travaux débutent en avril 1952 pour s'achever en décembre 1954.

### Après la catastrophe de 1959
Après la catastrophe de 1959, il faut trouver une autre solution pour l'alimentation en eau de Fréjus. Le barrage de Saint-Cassien sur le Biançon, affluent de la Siagne qui alimente sa retenue, est étudié et construit par EDF entre 1962 et 1965 pour pallier l'insuffisance d'alimentation du Reyran et pour assurer l'adduction de l'ouest des Alpes-Maritimes. Désormais, il assure aussi celle de l'agglomération de Fréjus.

## Conception et érection de la retenue d'eau

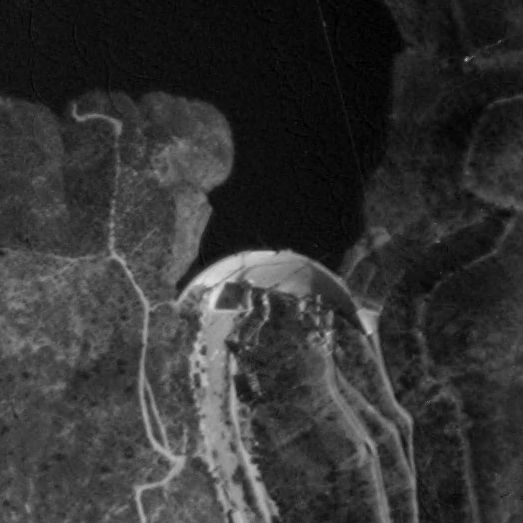
Photographie aérienne du barrage de Malpasset en 1955.

Le conseil général du Var, maître d'ouvrage, confie la conception et la maîtrise d'œuvre du barrage à l'ingénieur des ponts et chaussées André Coyne et à son bureau d'études (Coyne et Bellier (en)), spécialistes des barrages-voûtes, sous le contrôle de la direction départementale du Génie rural.

### Caractéristiques techniques
La structure du barrage de Malpasset est une voûte très mince à double courbure, construite par plots contigus de béton non armé, coulé sur place.
- Longueur en crête (couronnement à la cote 102,55) : 255 m
- Épaisseurs de la voûte : en pied 6,82 m ; en crête 1,55 m
- Largeur maximum des fondations : 12 m
- Profondeur maximum des fondations : environ 7 m, très variable selon l'endroit
- Évacuateur de crue (déversoir en crête à la cote 100,40), largeur : 30 m

Lac de Malpasset formé par la retenue : longueur N-S 4,2 km, largeur E-W 250 à 700 m, profondeur aval 50 m, surface 2,24 km2, volume total : 50 millions de m3 dont 25 millions utilisables en service normal.

### Études
La topographie et la géologie du site ne sont pas favorables à une voûte très mince qui exige une gorge étroite et une roche très résistante : le premier et seul géologue consulté au seul niveau des études préliminaires a conseillé la construction d'un barrage-poids plus en amont ; il ne fut pas écouté et n'a plus été consulté ; l'« étude » géotechnique se réduisit à un levé géologique de terrain et à quelques sondages mécaniques ; il n'y a presque aucun suivi géotechnique de chantier.

### Construction
Le Reyran étant en faible débit la plupart du temps, on ne fait ni galerie de dérivation durant le chantier, dont le forage aurait permis d'observer le gneiss en profondeur, ni évacuateur de crue latéral dont le terrassement aurait permis d'observer le gneiss en surface. Vers la fin du chantier, les techniciens ont quelques doutes : en partie haute du versant gauche, lors des terrassements d'ancrage de la fondation, le gneiss parait inapte à supporter les efforts d'une voûte mince car très fissuré et altéré ; de plus, l'extrémité du barrage à son sommet, très mince, est pratiquement parallèle aux courbes de niveau et au litage de schistosité du gneiss, donc sans butée naturelle essentielle pour ce type de barrage ; ils la bloquent par un massif / poids en béton. Ensuite, les injections de collage sont sommaires et il n'y a pas eu de voile au large en avant des fondations, car on considère que le gneiss est imperméable.

## Suivi de la mise en eau débutée en 1954
La mise en eau commence en octobre 1954 ; anormalement long, le premier et seul remplissage de la retenue dure près de cinq ans, à cause d'une longue et sévère période de sécheresse.
Le remplissage est également ralenti par une société exploitant la mine de fluorine de la Madeleine et la mine du Garrot, située en amont. Elle fait trainer sa procédure d'expropriation, obligeant à délester de l'eau du barrage pour que les galeries ne soient pas inondées. Ainsi l'indispensable contrôle du comportement de tout barrage lors de sa mise en service n'est pas très rigoureux ; les classiques mesures périodiques de déformations ne sont jamais attentivement interprétées. La réception de l'ouvrage intervient bien avant que la retenue soit normalement opérationnelle.

## Catastrophe en 1959

### Pluies diluviennes de fin novembre
Ces pluies typiques du climat méditerranéen ne sont pas rares, mais leur violence est toujours à l'origine de crues importantes affectant les cours d'eau de l'arc méditerranéen. Les inondations des années 2010 dans le Var sont ainsi restées de sinistre mémoire, de même que celles de 2015 qui affectent surtout les Alpes-Maritimes mais aussi Fréjus et les communes voisines. Ces pluies impressionnantes ne sont pas propres au Var, comme en témoignent la grande crue ayant lourdement endeuillé le piémont des Pyrénées en 1940, l'inondation de Vaison-la-Romaine en septembre 1992 ou encore les terribles inondations liées à la tempête Alex dans les vallées des Alpes-Maritimes (de l'Estéron, de la Tinée, et surtout de la Vésubie et de la Roya) en 2020.
Durant la deuxième quinzaine de novembre 1959, des pluies fortes à diluviennes tombent sur la région, avec des précipitations de 400 à 500 mm en dix jours. Le bassin du Reyran reçoit 135 mm entre le 28 et le 30 novembre puis un fort cumul de près de 130 mm en 24 heures, le 1er décembre.

### Montée du niveau de la retenue
Il s'ensuit une crue très violente : le niveau de la retenue qui est à une dizaine de mètres sous la crête du barrage monte alors très rapidement, de 4 m en 24 h ; il se produit des suintements à l'aval de l'ouvrage devenant de véritables sources à mesure que l'eau monte. Il faudrait donc ouvrir en grand la vanne de vidange pour faire baisser le niveau d'eau dans le barrage. Mais à 1 km en aval se trouve le chantier de construction du pont sur le Reyran de l'autoroute Esterel-Côte d'Azur. Le déversement de l'eau stopperait le chantier et risquerait même d'endommager l'ouvrage en construction. Il est donc décidé de ne pas ouvrir la vanne. André Ferro, gardien du barrage, ne reçoit l'ordre d'ouvrir que le 2 décembre à 18 heures, alors que l'eau est prête à déborder, très au-dessus du niveau de service et même de celui de sécurité du barrage ; l'effet de l'ouverture de la vanne sur la montée de l'eau est insignifiant.
La crue du lac de retenue aggrave la poussée des eaux sur les roches environnantes, qui sont emportées, et, avec elles, le barrage à 21 h 13, libérant près de 50 millions de mètres cubes d'eau ; une onde de quarante à cinquante mètres de hauteur déferle à 70 km/h, dans la gorge du Reyran.

### Absence de système d'alerte des populations
Il n'y a aucun système d'alerte pour avertir les populations en aval. Elle atteint rapidement le chantier de construction du pont de l'autoroute. La vague mesure alors environ 30 m de haut et sa vitesse est d'environ 50 km/h. Les ouvriers qui se reposent dans leurs baraquements après leur journée de travail, sont tous tués. Le pont est détruit. Plus l'eau s'écoule vers l'aval, plus elle s'étale dans la plaine et perd de la hauteur et de sa vitesse. Elle se charge par contre de plus en plus de terre et de débris et se transforme en vague boueuse.
À environ 21 h 20, la vague atteint la vallée agricole et détruit la cinquantaine de fermes disséminées dans la vallée. Les occupants n'ont pas le temps de se mettre à l'abri. À environ 21 h 35, la vague d'environ 12 mètres de haut submerge le parc EDF de transformateurs haute tension, au nord de Fréjus ; les environs sont plongés dans l'obscurité.

### Arrivée du tsunami à Fréjus

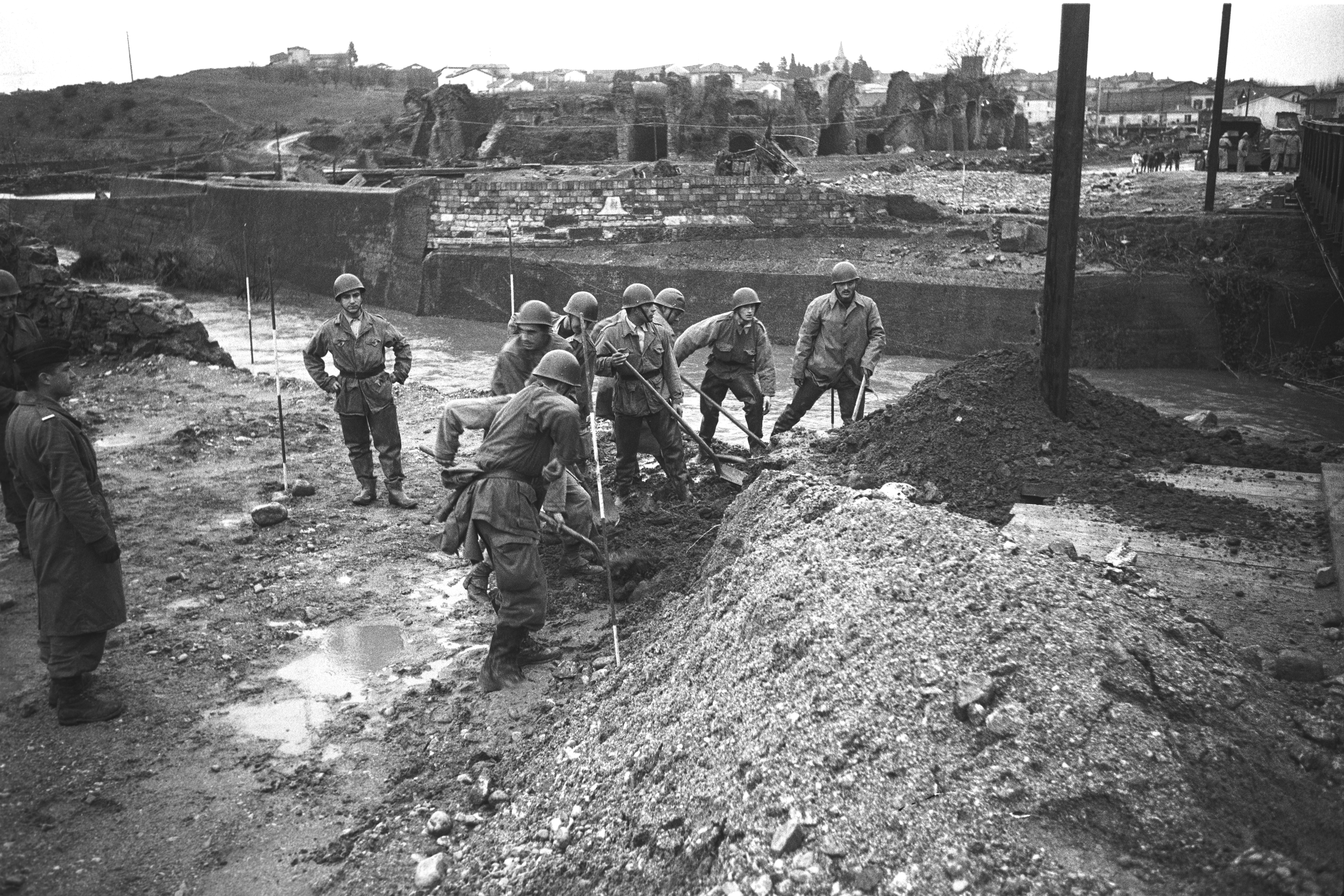
Travaux après la catastrophe en 1959

Les habitants de Fréjus entendent un grondement au loin, la seule lumière qu'ils perçoivent est celle du phare du cap Camarat. Le centre antique historique, qui est en hauteur, est épargné par la vague qui le contourne par le nord. Elle atteint l'amphithéâtre. Elle mesure encore une dizaine de mètres de haut quand elle se jette sur les talus de la RN 7 et de la ligne de chemin de fer qui la bloquent. L'eau dévie alors sur sa gauche et se déverse dans l'avenue de Verdun. Les rez-de-chaussée de tous les bâtiments des deux côtés de l'avenue sont éventrés. Les habitants pris de panique grimpent aux étages et tentent de se réfugier sur les toits. Les eaux parviennent finalement à surmonter les talus et submergent les quartiers ouest de Fréjus et la gare SNCF. La vague résiduelle, d'à peu près deux mètres, termine sa course sur la base aéronavale, emportant plusieurs dizaines d'appareils avec elle en se jetant dans la mer Méditerranée.

### Dégâts constatés
Une zone de près d'un kilomètre de large a été balayée par l'eau, qui fait 423 morts et des dégâts matériels considérables : routes, voies ferrées, fermes, immeubles détruits. Les survivants qui regardaient l'émission La Piste aux étoiles à la télévision témoignent que la coupure d'électricité est survenue au moment où Achille Zavatta effectuait une cascade.
Après la catastrophe, il ne reste sur le site que la base de la partie droite de l'ouvrage, légèrement décollée du gneiss et basculée vers l'aval et un fragment du massif de blocage de l'extrémité rive gauche, déplacé de près de 2 m vers l'aval.

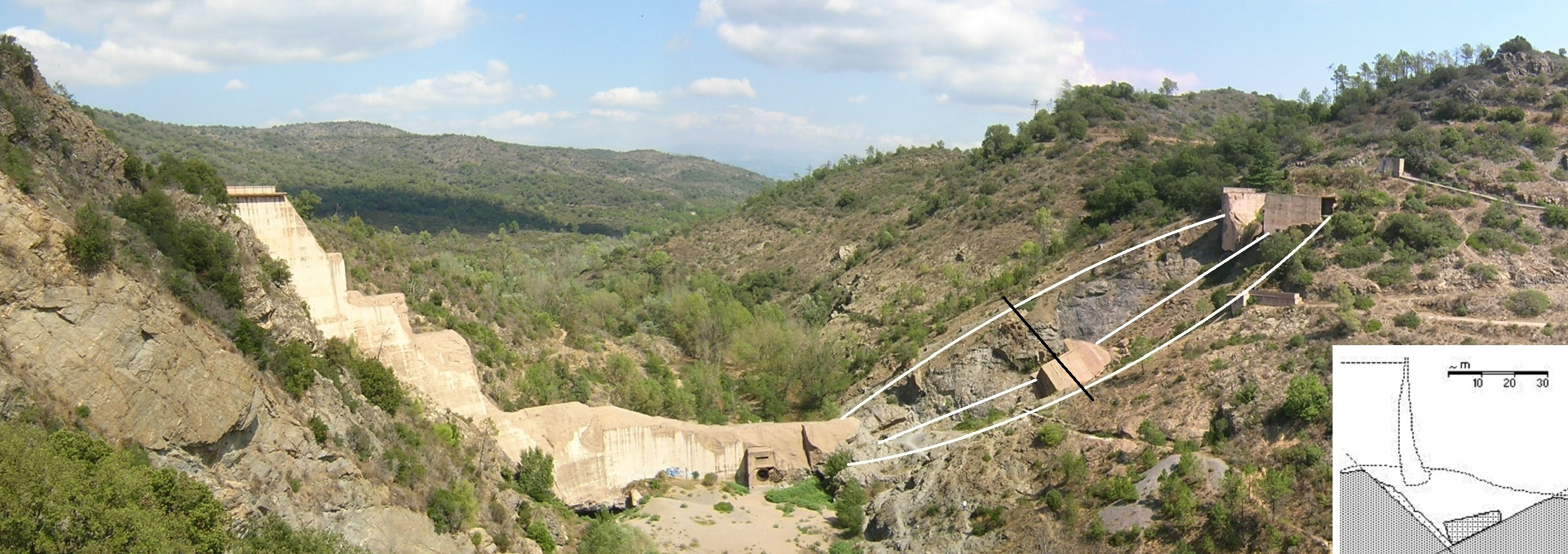
Les ruines du barrage de Malpasset vues de l'aval. Coupe du dièdre de failles défaillant ; des morceaux de l'extrémité du barrage et du massif de blocage sont restés en place ; quelques blocs de béton sont tombés dans le dièdre.
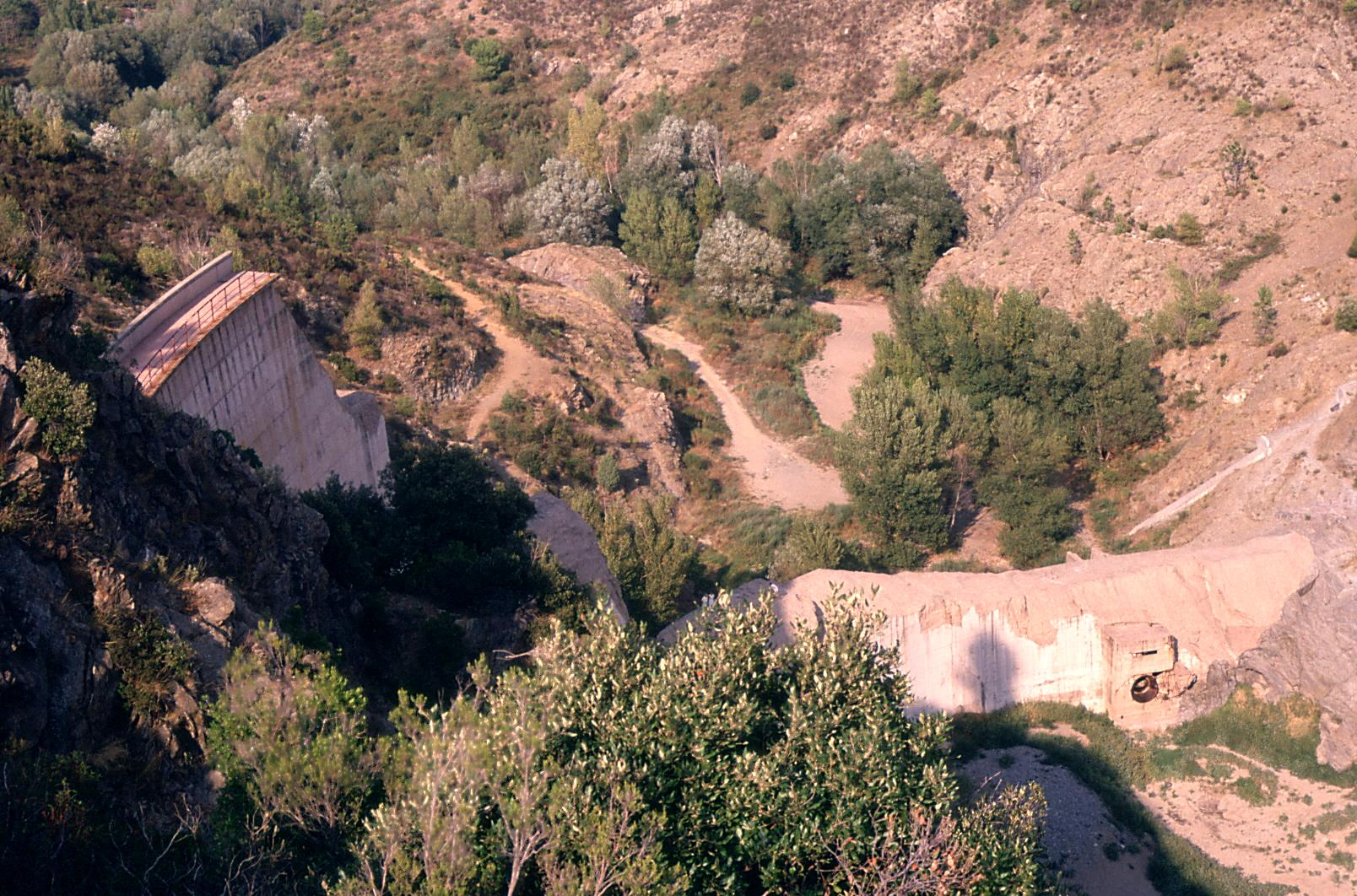
Les ruines du barrage de Malpasset en 1988.
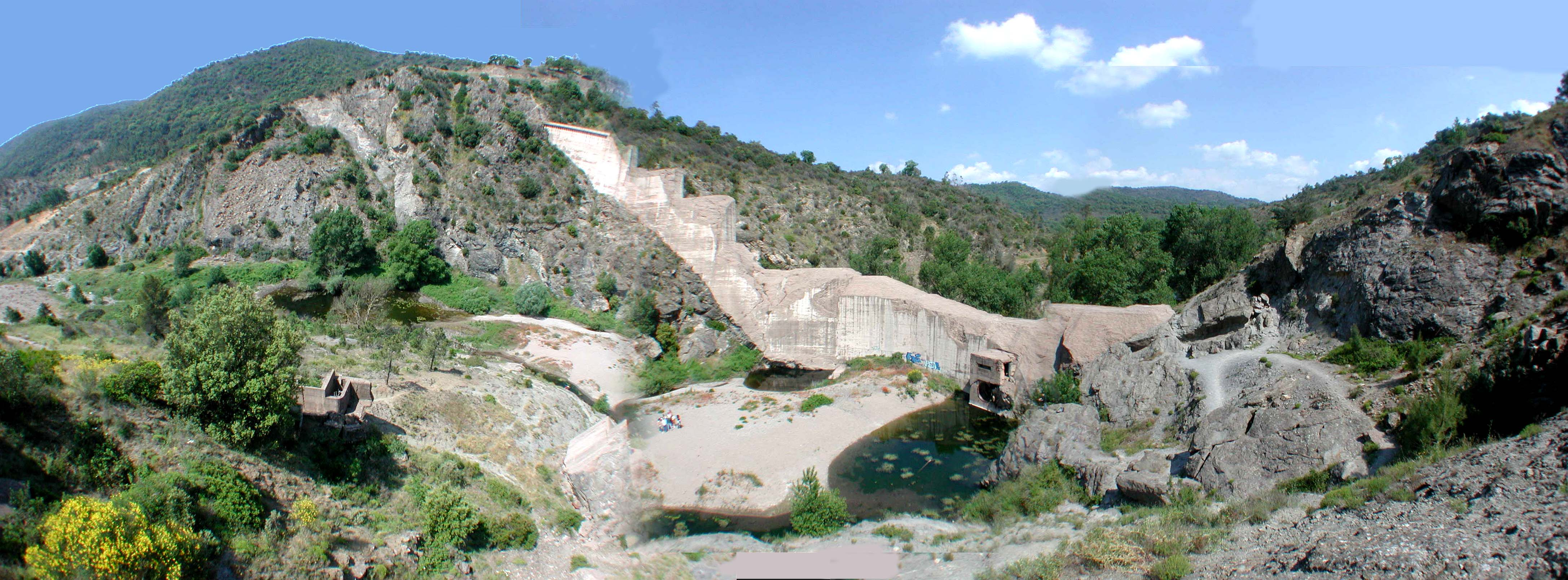
Les ruines du barrage de Malpasset en 2006.

Sur le versant gauche, on observe un dièdre de failles, figure classique d'écroulements rocheux ; le coin de roche qui le remplissait a disparu avec la partie de barrage qu'il supportait. Des blocs de béton et de roche, dont certains énormes d'une centaine de tonnes, sont disséminés dans la vallée jusqu'à plus d'un kilomètre de distance.

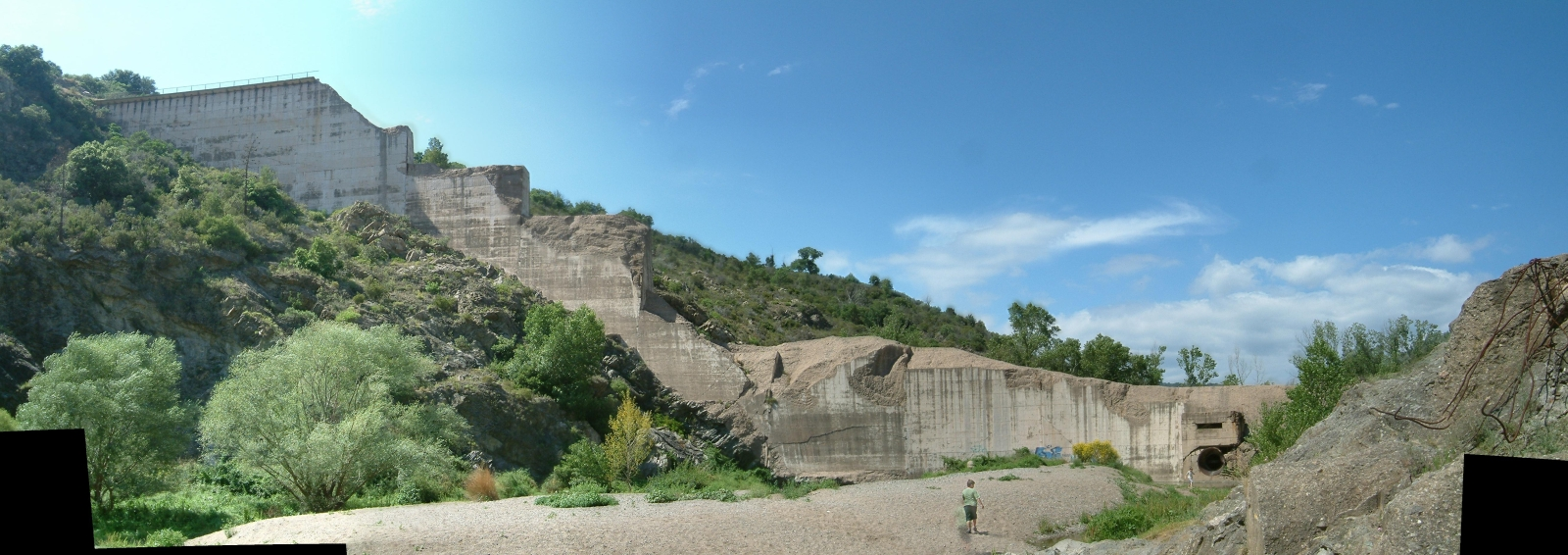
Les ruines du barrage de Malpasset en 2007.
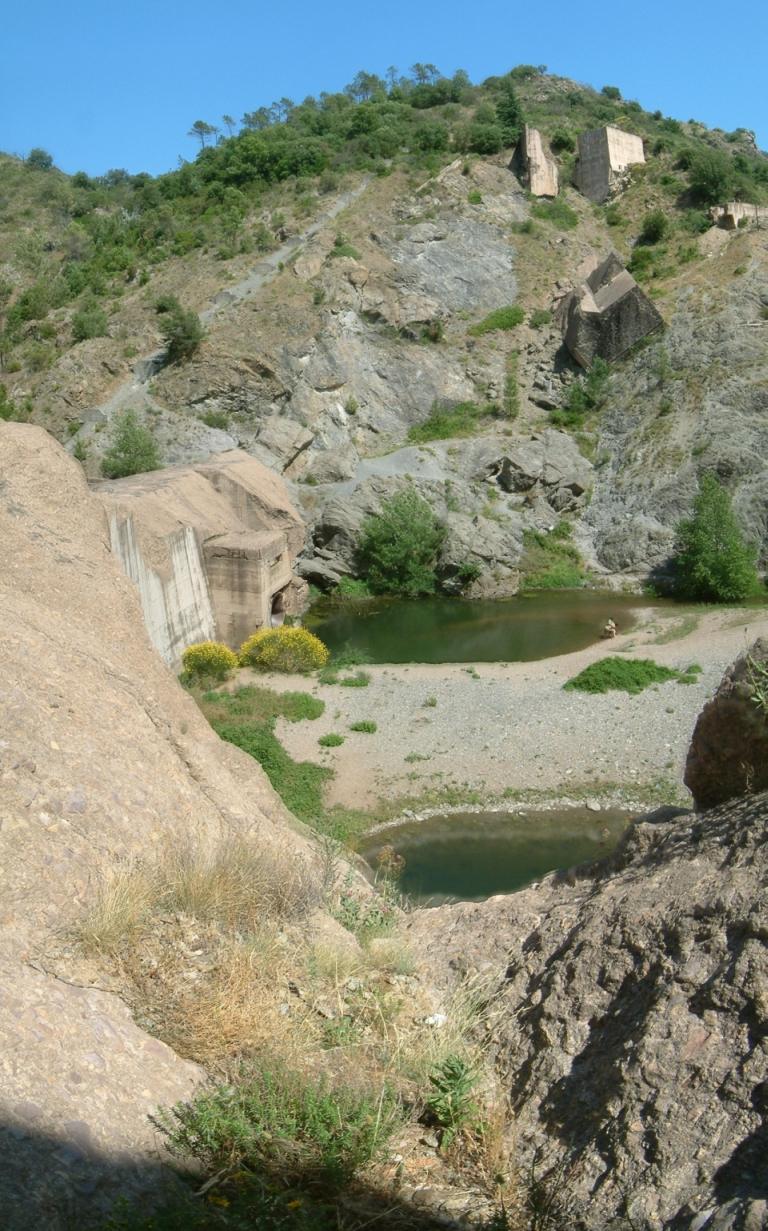
Ruines en 2007.
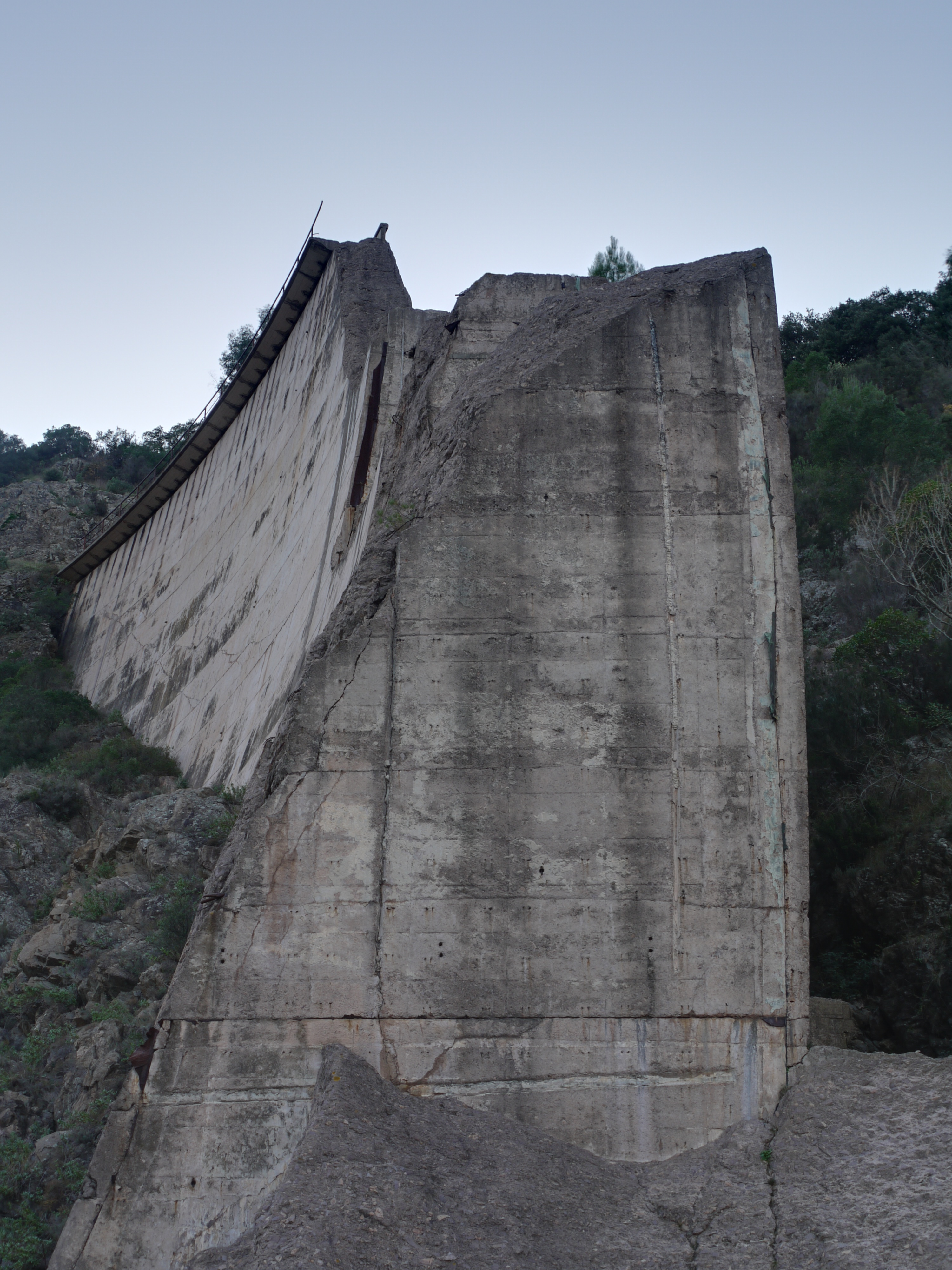
En 2009.

### Bilans humains, logements et terres agricoles
En 1959, Fréjus compte 13 500 habitants.
| Type de victimes | Age   | Total |
| ---------------- | ----- | ----- |
| Enfants          | <15   | 135   |
| Mineurs en 1959  | 15-21 | 15    |
| Adultes – hommes | ≥21   | 134   |
| Adultes – femmes | ≥21   | 112   |
| Non spécifiés    |       | 27    |
| Total morts      |       | 423   |
| Orphelins        |       | 79    |

Cercueils de victimes

- Parmi les immeubles, 951 furent touchés, dont 155 entièrement détruits.
- Parmi les terres agricoles, 1 350 hectares furent sinistrés dont 1 030 hectares totalement.

## Causes
La crue du lac de retenue et la fragilité du gneiss sont les causes naturelles évidentes et indiscutables de la catastrophe. Les nombreuses causes humaines, techniques ou comportementales, ont été et sont toujours discutées.

### Causes naturelles
La crue provoque la montée très rapide du niveau de la retenue, entraînant des fuites d'eau dans le gneiss très fracturé et altéré sous la partie haute gauche de l'ouvrage (vue de l'amont) ; elles ont d'abord claqué les failles en dièdre du versant gauche par l'effet de la pression hydrostatique (sous-pression), puis déblayé et chassé le dièdre par l'effet de la pression hydrodynamique (renards) ; le barrage s'est peu à peu fissuré et affaissé dans cette partie et il a enfin cédé en quasi-totalité.

### Causes humaines
Les causes humaines de la catastrophe sont nombreuses :
- lors de l'étude du projet :
  - mauvais choix du lieu d'implantation qui fut modifié et de type d'ouvrage sur le Reyran ;
  - absence d'études géotechniques sérieuses ;
  - en rive gauche, épaisseur trop faible et ancrage insuffisant de la voûte (barrage le moins épais d'Europe)[9] ;
- lors des travaux, absence de contrôle géotechnique du chantier ;
- après la construction, première mise en eau incomplète, ou trop longue. Dans les faits la succession de la crue précédente et de la crue fatale au barrage furent les première à atteindre le niveau de remplissage normal, mais 5 ans après le début de la première mise en eau, la surveillance n'était plus aussi soutenue qu'il était prévu qu'elle soit sur une phase si critique.

## Suites pour la gestion du réseau EDF
En vertu d'un décret interministériel de 1968 tirant les leçons, neuf ans après de la catastrophe de Malpasset, l'Etat exige des sites hydrauliques d'EDF des « plans d’alerte » en cas de rupture des barrages haut de plus de 20 mètres, ils sont déployés de 1970 à 1975 pour prévenir rapidement les autorités, puis les populations, avec des sirènes d'évacuation dans les zones de « premier quart d’heure ». Cet investissement s'effectue dans le cadre de l'automatisation industrielle de la production électrique des barrages chez EDF. Jean Kowal (X-Télécoms) est recruté pour  promouvoir à partir de 1971 un « Schéma d’automatisation des réseaux » (SDART), qui a été élaboré au début 1970 et finalisé en 1973.

## Suites juridiques
Les causes humaines ont fait l'objet de nombreuses expertises judiciaires durant l'instruction, puis lors des procès pénaux, civils et administratifs qui se sont succédé durant une dizaine d'années, jusqu'à l'arrêt du Conseil d'État le 28 mai 1971 qui a écarté toute responsabilité humaine.

### Diagnostic du premier collège d'experts
S'appuyant sur de solides études géotechniques, le collège d'experts désigné par le tribunal de Draguignan montre pourtant que la cause immédiate de la rupture est l'effet des fuites d'eau sous la partie haute gauche de l'ouvrage ; par de sérieuses références bibliographiques, il précise que cette cause, parmi les plus fréquentes de ruptures de barrage, est connue depuis longtemps (barrages de Puentes, Bouzey, St. Francis). Il relève l'absence totale d'études et de contrôle géotechniques, le manque de rigueur dans le contrôle du premier remplissage, l'ouverture trop tardive de la vanne de vidange. Le premier collège engage la responsabilité pénale des constructeurs et cela entraîne l'inculpation de l'un d'entre eux.

#### Diagnostic du deuxième collège d'experts
Les défenseurs des constructeurs font alors désigner un deuxième collège d'experts qui, ne pouvant faire autrement, confirme l'effet des fuites d'eau sous l'ouvrage, mais contredit les autres conclusions du premier collège, en soutenant que ce phénomène — pourtant clairement décrit et expliqué par A. Dumas à propos de la ruine du barrage de Bouzey (Vosges) et largement diffusé par le mémoire de Lévy à l'Académie des Sciences (5 août 1895) — est quasi inconnu à l'époque de la construction du barrage, qu'il échappe à l'investigation directe, que son effet néfaste n'a pu être mis en évidence qu'au cours des expertises consécutives à la catastrophe, que les connaissances, les méthodes et les moyens de la géotechnique au moment de la construction ne sont pas les mêmes qu'au moment du procès dont l'instruction est très longue, et même que les règles de l'art de construction de ce type de barrage n'imposent pas l'usage de la géotechnique : on ne peut donc pas s'appuyer sur les acquis des expertises pour charger les constructeurs qui auraient fait un ouvrage techniquement irréprochable.

### Conclusions de la justice

#### Alignement sur les conclusions du deuxième collège
La justice suit les conclusions du deuxième collège, aucune faute professionnelle ne peut être reprochée aux constructeurs, leur responsabilité individuelle, tant pénale que civile, n'est donc pas engagée. La fatalité — cas fortuit et de force majeure — est aussi écartée : la catastrophe n'étant pas fortuite puisque les experts des deux collèges en ont établi les causes naturelles et humaines ; elle n'est pas de force majeure puisque les causes naturelles, irrésistibles et imprévisibles, ont échappé à l'investigation directe, mais elle n'est pas extérieure à l'ouvrage « techniquement irréprochable » dont l'assise avait cédé[pas clair].

#### Les assureurs des constructeurs dispensés d'indemnité
En l'absence de responsable, les assureurs des constructeurs n'ont eu à verser aucune indemnité aux victimes et au département du Var, maître d'ouvrage ; la charge financière des dommages publics est assumée par l'État et le département ; celle des victimes, essentiellement par la générosité publique.
L'ingénieur André Coyne meurt d'un cancer quelques mois après la catastrophe.

## Discussions ultérieures sur le niveau des connaissances en 1959
Les discussions sur les causes de la catastrophe exposées par le deuxième collège d'experts et retenues par la Justice ne sont toujours pas éteintes. Elles portent sur le niveau des connaissances, des méthodes et des moyens dont disposaient les constructeurs lors de l'étude et de la construction du barrage ; on peut en rappeler trois dont les conclusions sont évidentes :
- à l'époque, les connaissances de géologie du BTP et de géotechnique auraient été « insuffisantes » ; or, elles sont déjà efficacement utilisées pour les études et travaux d'EDF (barrages, galeries) et pour les études et travaux des autoroutes — en particulier pour la première section de l'autoroute A8, en cours de travaux 1 500 m en aval du site du barrage ;
- ce serait à la suite de cette catastrophe que le métier d'ingénieur-géologue se serait formé ; or, succédant à l'Institut de géologie de Nancy créé en 1913 et à l'École supérieure de géologie créée en 1944, l'École nationale supérieure de géologie délivre le diplôme d'« ingénieur géologue » depuis sa création en 1948. À l'époque, Marcel Roubault, membre du premier collège d'experts, est directeur de cette École où est enseignée, entre autres, la géologie du BTP ;
- ce serait aussi à la suite de cette catastrophe que la mécanique des roches se serait développée en France — or, au début des années 1950, l'expression mécanique des roches est utilisée dans de nombreux articles spécialisés de mécanique des sols ; Talobre l'a officialisée comme titre de son ouvrage[N 5] publié en 1957.

## Suites législatives et administratives
La catastrophe a mis en évidence plusieurs carences législatives et administratives auxquelles il a été remédié sous la présidence du général de Gaulle.

### Mariage posthume
La catastrophe a provoqué la mort de plusieurs compagnons de jeunes femmes enceintes, hors mariage ; or à cette époque, les enfants légitimes et les enfants naturels n'ont pas le même statut juridique ; pour y remédier, le mariage posthume — établi en 1803 et remodelé à plusieurs reprises — est réactivé et adapté. Désormais, selon l'article 171 du Code civil — introduit par la loi no 59-1583 du 31 décembre 1959 — pour établir les liens de filiation d'enfants à naître, le président de la République peut autoriser le mariage posthume pour motif grave, comme la grossesse ; ce mariage est subordonné à la réunion suffisante de faits établissant sans équivoque le consentement du défunt. La date du mariage est fixée à la veille du décès et la jeune femme acquiert alors le statut de veuve et l'enfant à naître, celui d'enfant légitime.

### Unités de sécurité civile
Il existe une administration de sécurité civile créée en 1951 qui n'est pas fonctionnelle au moment de la catastrophe ; c'est l'armée — principalement le 7e régiment du génie d'Avignon — qui assure donc les premières opérations de secours d'une catastrophe dont la gestion dépasse largement les moyens des pompiers locaux.
Pour y remédier, l'unité de sécurité civile de Brignoles (Var) est créée en 1964, puis le corps de défense civile en 1968 ; à l'échelon national, il est devenu la Direction générale de la sécurité civile et de la gestion des crises (DGSCGC) ; et à l'échelon territorial, le service interministériel de défense et de protection civile, qui coordonne en période de crise l'action des différents services, notamment dans le cadre d'un dispositif ORSEC (organisation de la réponse de sécurité civile).

### Comité technique permanent des barrages
À la suite de la catastrophe et en s'y référant, le Comité technique permanent des barrages est créé par décret le 13 juin 1966. Cet organisme est constitué de divers spécialistes de la construction de ce type d'ouvrage dont la hauteur dépasse 20 m.

## Commémoration et visite
Le 2 décembre 2009, pour le 50e anniversaire de la catastrophe, le mémorial réalisé par le sculpteur Michel Mourier est dévoilé à Fréjus, lors d'une cérémonie à laquelle l'impératrice Farah Pahlavi est invitée, car elle a accueilli trois orphelins en Iran. On y lit les noms des morts et le vœu du général de Gaulle lors de sa visite du 9 octobre 1961 : 

« Que Fréjus renaisse ! »

La visite du site des ruines du barrage débute sous le pont de l'autoroute A8, à la sortie du défilé de Malpasset encombré de grands blocs de béton et de roche entraînés par l'onde de rupture du barrage.

## Filmographie
- Le barrage sert de décors pour la série télévisée Les Revenants, relatant une catastrophe historique similaire[15]
- Le documentaire Le long chemin vers l'amitié – En route vers le traité de l'Élysée, de Michael Mueller et Peter F. Müller (Allemagne, 2012, diffusé par Arte le 22 janvier 2013) consacré aux difficiles relations politiques de la France et de l'Allemagne de 1945 à 1963, évoque les contacts du FLN algérien avec la Police secrète de la RDA et l'aide apportée au FLN par la RFA et la RDA (fourniture de matériel militaire)[16]. L'historien allemand Erich Schmidt-Eenboom y indique que les documents de la Stasi font état d'un projet d'attentat du FLN contre le barrage de Malpasset, attentat qui eut pour résultat la catastrophe de Malpasset. Ce serait l'agent Richard Christmann des services secrets allemands qui aurait eu connaissance du lieu et de la date, mais sa hiérarchie n'en aurait pas informé la France[17]. La thèse de l'attentat suscite le scepticisme de l'historien Benjamin Stora[18] et de l'ancien directeur adjoint de la DST[19].
- Le film Prédictions d'Alex Proyas (2009) fait allusion à la catastrophe de Malpasset. L'intrigue du film s'appuie sur une suite mystérieuse de chiffres révélant les catastrophes de 1959 à 2009. Le code débute par la séquence « 212594214330645 » qui correspondrait à la catastrophe de Malpasset : 21259 = 2 décembre 1959 (date de l'évènement) ; 421 = nombre de morts (en réalité 423) ; 4330645 = latitude et longitude (Nord 43°30′ et Est 6°45′).
- Journal télévisé du 5 décembre 1959 : la catastrophe de Fréjus ; rupture du barrage de Malpasset ; la situation à Fréjus », in : Sujets d'actualité du 24 septembre 1959 au 5 décembre 1959, Institut national de l'audiovisuel, Paris, 1996 (VHS + livret). ina.fr.
- Interview télévisée d'André Léotard quelques jours après la catastrophe du barrage de Malpasset ina.fr.
- « Édition spéciale : la catastrophe de Fréjus », Europeana, 9 décembre 1959.
- « Après la catastrophe de Fréjus », Europeana, 9 décembre 1959.
- « Fréjus sort peu à peu du désastre », Europeana, 16 décembre 1959.